# Rumeni ježek
Rumeni ježek (znanstveno ime Hydnum repandum) je gliva iz rodu ježkov (Hydnum).

## Značilnosti
Oranžno, rumeno ali rjavo obarvan klobuk je lahko širok do 17 cm. Je nepravilne oblike z valovitim robom, ki je v mladosti zavit navznoter. Včasih raste več gob tesno skupaj in se klobuki zaradi tega deformirajo in združijo. Površina klobuka je na splošno suha in gladka, čeprav se lahko na zrelih gobah pokažejo razpoke. Gledano od zgoraj so klobuki nekoliko podobni klobukom lisičk. 
Trosovnica je igličasta. Spodnja stran je gosto prekrita z majhnimi, vitkimi belkastimi bodicami, ki merijo 2–7 mm in se spuščajo navzdol po betu.
Bet je dolg od 3 do 10 cm in debel od 1 do 3 cm, je belkaste ali pa podobne barve kot klobuk. Včasih na klobuk ni pritrjen sredinsko.
Meso je debelo, belo, čvrsto in krhko. Na poškodovanih mestih postane rumeno do oranžno rjavo. Nima posebnega vonja. Okus je včasih pri starejših gobah grenak.

## Razširjenost in življenjski prostor
Rumeni ježek je mikorizna gliva. Raste posamično, razpršeno ali v skupinah na tleh ali v listnem odpadku v iglastih in listnatih gozdovih. Pojavljajo se od poletja do jeseni. Vrsta je razširjena v Evropi in je ena najpogostejših gliv z igličasto trosovnico. Podobni ježki iz Severne Amerike so se po molekularnih analizah izkazali za ločene vrste.

## Mikroskopske značilnosti
Trosni odtis je bledo krem barve. Trosi so korglaste do jajčaste oblike, gladki, s tankimi stenami in prosojni. Običajno vsebujejo samo eno veliko kapljico olja. Merijo 6–8 x 5,5–7 μm.

## Podobne vrste
- rdečkasti ježek (Hydnum rufescens) je manjši, ima bolj rdečkast klobuk in daljše iglice, ki ne potekajo daleč navzdol po betu
- slovenski ježek (Hydnum slovenicum) je bil prvič najden v Sloveniji in je zelo podoben, le da ima manjše trose in iglice, ki ne potekajo daleč navzdol po betu.[2]
- zraščena mesnatovka (Albatrellopsis confluens) od zgoraj spominja na skupaj zraščene ježke, a ima cevasto trosovnico

## Uporabnost
Užiten. Za grenke primerke se priporoča odstranitev iglic in kuhanje.